# Víctor Hugo Diogo
Víctor Hugo Diogo Silva est un footballeur uruguayen, né le 9 avril 1958 à Treinta y Tres.

## Biographie
En tant que défenseur, Víctor Hugo Diogo fut international uruguayen à 33 reprises (1979-1986) pour un but.
Son premier match fut le 20 septembre 1979, à Asuncion, contre le Paraguay, dans le cadre de la Copa América 1979, qui se solda par un match nul (0-0). L'Uruguay est éliminé au premier tour.
Il participa et remporta la Copa América 1983, et de plus, il inscrit un but en finale contre le Brésil, ce qui constitue son seul but en sélection.
Il participa à la Coupe du monde de football de 1986. Il fut titulaire contre la RFA (carton jaune), contre le Danemark et contre l'Écosse (carton jaune). Du fait de ses deux cartons jaunes, il est suspendu contre l'Argentine. L'Uruguay est éliminé en huitièmes de finale.
Il joua en Uruguay, au Club Atlético Peñarol. Il remporta trois championnats d'Uruguay, une coupe intercontinentale en 1982 et une Copa Libertadores la même année. Puis il signa dans le club brésilien de Sociedade Esportiva Palmeiras, ne remportant aucun titre.

## Clubs
- 1979-1984 :  Club Atlético Peñarol
- 1985-1989 :  Sociedade Esportiva Palmeiras

## Palmarès
- Copa América

- - Vainqueur en 1983
- Coupe intercontinentale
  - Vainqueur en 1982
- Copa Libertadores
  - Vainqueur en 1982
  - Finaliste en 1983
- Championnat d'Uruguay de football
  - Champion en 1979, en 1981 et en 1982